# Segugio dell’Appennino
Der Segugio dell’Appennino oder Piccolo Lepraiolo Italiano ist eine italienische Spürhundrasse, die speziell für die Hasenjagd gezüchtet wurde. Er wurde 2010 vom italienischen Dachwerband Ente Nazionale della Cinofilia Italiana anerkannt. Er gehört zu den vier italienischen Spürhundrassen. Der Segugio Italiano a pelo forte ist voll von der FCI anerkannt und der Segugio Maremmano ist von der FCI provisorisch anerkannt. Der Segugio Italiano a Pelo Raso vom italienischen Dachverband.

## Geschichte
Der Segugio dell’Appennino wurde 1882 in einem Artikel in der Zeitschrift La Caccia Illustrata als ein Typ beschrieben, der sich von anderen italienischen Hunden des Segugio-Typs unterscheidet. Im Jahr 2005 wurde ein Rassestandard erstellt. 2010 bekam er die volle Anerkennung. Im Jahr 2015 ergab eine Analyse der genetischen Daten keinen signifikanten genetischen Abstand zwischen dem Segugio dell’Appennino und dem Segugio Maremmano.

## Beschreibung nach ENCI
Segugio dell’Appennino ist eine mittelgroße italienische Rasse mit einem kräftigen, glattem oder rauem Fell, ideal für Hasenjagd im zerklüftetes Hügel- und Berggelände. Er beeindruckt durch seine Schnelligkeit, Aktion und seine fließende Bewegung. Nutzung für Hasen und Wildschweinjagd. Eingesetzt wird er einzeln oder paarweise.